# Tricellaria praescuta
Tricellaria praescuta är en mossdjursart som beskrevs av Osburn 1950. Tricellaria praescuta ingår i släktet Tricellaria och familjen Candidae. Inga underarter finns listade i Catalogue of Life.